# Thüringer Weinkellereien Gotha
Die Thüringer Weinkellereien GmbH Gotha war ein Unternehmen, welches bis 2009 im thüringischen Gotha Wein, Wermut und andere alkoholische Getränke herstellte. Es zählte zu den zahlreichen Traditionsunternehmen der Stadt.

## Geschichte

### Von der Gründung bis 1945
Seit 1927 hatte die ein Jahr zuvor in Waltershausen gegründete Handelsagentur Fritz Köllner ihren Sitz in der Stielerstraße 4 in Gotha. Sie führte u. a. italienische Genussmittel und Weine und war somit der Ursprung der Thüringer Weinkellereien GmbH Gotha. Da 1933 durch die Nationalsozialisten der Import von Genussmitteln nicht mehr ermöglicht werden konnte, aber man trotzdem italienische Genussmittel nach Originalrezepten in Deutschland produzieren wollte, wurde gemeinsam mit dem Italiener Dr. Italo Brosio die deutsch-italienische Firma Rolando & Co. GmbH Gotha gegründet. Der deutsche Anteil betrug 49 % an der Firma Rolando & Co. Gotha. Die Rezepturen der Mutterfirma Trinccheri & Brosio wurden von der Firma Rolando übernommen.
1934 begann man mit dem Bau des Werkes in Gotha. Italienische Kellermeister und Kellerfacharbeiter wurden nach Deutschland geholt, um das kellertechnische Wissen so schnell wie möglich in Deutschland einzusetzen. Als am 1. September 1939 der Zweite Weltkrieg begann, hatte dieser vorerst keine Auswirkungen auf die Produktion und den Handel. Doch im September 1943 wurde Italien durch den Waffenstillstand zwischen Italien, England und den USA von Deutschland zur Feindnation erklärt. Die italienischen Mitarbeiter wurden interniert. Um die Mitarbeiter wieder frei zu bekommen, wurde die rein deutsche Firma Edelobstbrennerei Friedenstein GmbH gegründet, die Arbeitskräfte beantragte, aber nicht erhielt. Daraufhin verwies die Geschäftsleitung auf die internierten italienischen Mitarbeiter, verbürgte sich für sie und erreichte ein Wohnrecht auf dem Betriebsgelände. Der neue Betrieb verarbeitete Obst von den Fahnerschen Höhen.

### Von 1945 bis 1990
Mit dem Einmarsch der Alliierten in Gotha im April 1945 wurde die Produktion unter Aufsicht der Besatzungsmächte aufrechterhalten. Im Juni erfolgte der Besatzungswechsel. Vertreter beider Seiten trafen sich vor dem Werk in Gotha. Die Rote Armee löste die Amerikaner ab und übernahm gleichfalls die Bewachung des Betriebes. Trotzdem wurden immer wieder Spirituosen gestohlen. Daraufhin füllte Fritz Köllner in einige Flaschen gefärbtes Wasser und stellte diese für mögliche Diebe gut sichtbar auf. Am nächsten Tag soll der sowjetische Militärkommandant Gothas wutentbrannt mehrere Schnapsflaschen an die Wände seines Büros in der Kommandantur im Gothaer Schloss Friedrichsthal geworfen haben. 1947 verbot der kommandierende General in Thüringen das Brennen von Tafelobst. Um zu überleben, wurden sogenannte Konsumspirituosen, wie z. B. Doppel-Wacholder und Liköre aus Aromen und Destillaten, produziert.
Ein Jahr später wurde die Firma Rolando & Co. zum ersten Mal enteignet und kurz darauf zurückgegeben, weil die Enteignungsgründe nicht zutrafen. 1950 und 1952 wurde nochmals enteignet und zum VEB (K) Spirituosenfabrik Gotha umfirmiert. Die Enteignung der Firma erfolgte auf Grund vorhandener Flaschenkapseln und Tankarmaturen. Das Delikt hieß damals „Buntmetallhortung“. Seinerzeit gab es noch keine Flaschenkapseln aus Kunststoff, sondern aus Stanniol, einem Nichteisenmetall. Die Kontrolleure von der „Volkskontrolle“ beanstandeten den Besitz dieser Nichteisenmetalle, die jedoch produktionsnotwendig waren. Fritz Köllner wurde vom zuständigen Gericht in Erfurt dafür zu einem Jahr Zuchthaus verurteilt. Nach der Untersuchungshaft und einer erneut bevorstehenden Inhaftierung floh er über Berlin in die Bundesrepublik Deutschland. Nun wurden nur die deutschen Anteile von Rolando & Co. und Edelobstbrennerei Friedenstein GmbH enteignet, also der Anteil der Familie Köllner. Die italienischen Anteile bestanden weiter und die Firma Rolando existierte noch bis 1972, wurde aber durch stetiges Zurückfahren der Produktion minimiert. Der italienische Rest der Firma Rolando wurde 1972 von der inzwischen entstandenen VEB Vereinigten Thüringer Weinkellereien für 30.000 Mark der DDR gekauft. Das Geld wurde auf ein Treuhandkonto der Staatsbank der DDR geparkt, kam in Italien jedoch nie an.
Die Ende der 1950er Jahre neu begonnene Vermouthproduktion in Gotha wurde gemeinsam mit einer jugoslawischen Partnerfirma in Zagreb gestartet. Danach entwickelten die Gothaer aus diesem Grundwein einen Vermouth nach traditionellen Rezepten der Firma Rolando & Co. Da man keine Konflikte mit Italien riskieren wollte, verzichtete man auf den Namen Rolando. Der entstandene Vermouth hieß zunächst ab 1962 „Gotha-Wermut“, aus dem dann die Marke „GOTHANO“ und schließlich GOTANO entstand. Der Dresdner Schriftsteller Durs Grünbein behauptet in seinem autobiografischen Roman Die Jahre im Zoo, dass sein Großvater Walter an der Entwicklung der Rezeptur beteiligt gewesen sei. In der Ulbricht-Ära galt die Devise „Überholen ohne einzuholen“. Die sozialistischen Staaten suchten den Wettstreit mit dem Westen auch auf dem Gebiet der Konsumgüterproduktion. So sollten auch die DDR-Erzeugnisse Weltgeltung erlangen. Ein heute nicht bekannter Verwaltungsbeamter tüftelte deshalb nach einer anglisierten Variante für den Namen des Produktes und erfand die Schreibung von „Gotano“, jedoch ohne „h“, um eine problemfreie Aussprache im Englischen zu gewährleisten.
1972 vereinigten sich die Apfelkellerei Stadtilm, die Sektkellerei Bad Langensalza und der Gothaer Weinkeller zum VEB Vereinigte Thüringer Weinkellereien. Dieser Dreierverbund war bis 1990 Teil des Kombinats Spirituosen, Wein und Sekt und wurde in diesem Jahr durch die Treuhand aufgelöst. Der Importwein-Abfüllbetrieb trennte sich vom Unternehmen, so dass nur der Betrieb in Gotha in seiner ursprünglichen Struktur erhalten blieb. Er hatte sich zu DDR-Zeiten einen guten Namen gemacht und überlebte deshalb als einziger von sechs Vermouth-Erzeugern der DDR die Wende. Das Überleben verdankte der Betrieb den Geschäftsführern zu DDR-Zeiten, da sich diese weigerten, die Rezepturen an andere Kombinatsbetriebe weiterzugeben. Dies führte dazu, dass die VEB Vereinigte Thüringer Weinkellereien einen Marktanteil von 75 % hatten.

### Von 1990 bis 2009
Im Jahr 1990 entstand die Thüringer Weinkellereien GmbH in Gotha. Der Markt ging zu über 90 % verloren und wurde von der späteren Geschäftsführerin Beate Schmidt mit ihrem Team mühevoll zurückerobert. Am 22. Dezember 1993, rückwirkend zum 1. Januar 1993, erfolgte nach über 100 Verhandlungstagen mit der Treuhand die Reprivatisierung des Unternehmens. Es wurden bis 1996 über 60 % der Handelsketten als Kunden gewonnen. Mit der Verdoppelung der Zwischenerzeugnissteuer kam es zu einer dramatischen Produktionsrückgang um 50 % bei Wermut. 1997 ergänzte der Betrieb das Wermutsortiment auf nicht zwischenerzeugnissteuerpflichtige Produkte, die unter der Bezeichnung „GOTANO COOL“ auf den Markt kamen.
Seit 1993 war der Sohn von Fritz Köllner, Rüdiger Köllner, in der Firmenleitung als geschäftsführender Gesellschafter für den Bereich Marketing und Vertrieb tätig. Das Sortiment wurde ab 1997 stark erweitert und umfasste 2009, dem letzten Jahr der Produktion, 48 Produkte in acht Produktlinien. Um die Abhängigkeit von den großen Handelsketten zu reduzieren, wurden seit 2002 neue Vertriebswege erschlossen. GOTANO wurde auch in geringem Umfang exportiert. 2008 war GOTANO die Nr. 3 der Wermut-Anbieter am deutschen Markt, in den neuen Bundesländern die Nr. 2 im Handel.
Im Dezember 2009 meldete die Thüringer Weinkellereien Gotha GmbH Insolvenz an, die Produktion wurde eingestellt und das Unternehmen nach 82 Jahren am Standort Gotha aufgelöst.

## Nach 2009
Nach der Insolvenz der Thüringer Weinkellereien Gotha GmbH gingen die Markenrechte auf die GOTANO GmbH in Suhl über. Am 18. Juli 2012 ging das 9000 Quadratmeter große Grundstück der einstigen Thüringer Weinkellereien Gotha GmbH im Rahmen einer Zwangsversteigerung beim Amtsgericht Gotha für 245.000 Euro an einen Investor. Nach mehreren kleineren Bränden, die gelöscht werden konnten, brannte in der Nacht zum 8. Mai 2016 das Dach der Lagerhalle vollständig nieder. Lange Zeit war unklar, was nach dem Abriss der alten Produktionsgebäude auf der Brache zwischen Mozart-, Encke- und Stielerstraße entstehen soll.
Im Zeitraum 2017–2018 wurde der Bebauungsplan Nr. 92 der Stadt Gotha beschlossen und es entstand ein Nahversorgungszentrum auf dem ehemaligen Betriebsgelände, das ab Ende 2019 eröffnet wurde. Im Zuge der Bauarbeiten wurde auch die Stielerstraße zwischen Europakreuzung und Mozartstraße grundlegend saniert.